# Maracon
Maracon est une commune suisse du canton de Vaud, située dans le district de Lavaux-Oron.

## Géographie
Maracon est limitrophe d'Oron ainsi que Châtel-Saint-Denis, Remaufens, Saint-Martin et Semsales dans le canton de Fribourg.

## Histoire
Le village de Maracon a fait partie du gouvernement de Haut-Crêt puis du bailliage d'Oron de 1547 à 1798.
En 1949, le village connaît une affaire criminelle appelée « crime de Maracon ». Deux jeunes filles sont retrouvées mortes dans une forêt de la commune.
Le 1er janvier 2003, la commune de Maracon fusionne avec La Rogivue sous le nom de Maracon.

## Population et société

### Gentilés et surnoms
Les habitants de la commune se nomment les Maraconais ou Maraconnais (également les Maracouniers).
Ils sont surnommés lè Bourata-caion (les baratte-cochons, boratter signifiant faire, bricoler, foutimasser en patois vaudois),, et lè Bourata-Mèrda.

### Démographie

#### Évolution de la population
Maracon compte 546 habitants au 31 décembre 2022 pour une densité de population de 125 hab/km2. Sur la période 2010-2019, sa population a augmenté de 18,2 % (canton : 12,9 % ; Suisse : 9,4 %).  

#### Pyramide des âges
En 2020, le taux de personnes de moins de 30 ans s'élève à 35,6 %, au-dessus de la valeur cantonale (35 %). Le taux de personnes de plus de 60 ans est quant à lui de 20,2 %, alors qu'il est de 21,9 % au niveau cantonal.
La même année, la commune compte 264 hommes pour 273 femmes, soit un taux de 49,2 % d'hommes, supérieur à celui du canton (49,1 %).
| Hommes | Classe d’âge | Femmes |
| ------ | ------------ | ------ |
| 0,0    | 90 ans ou +  | 0,4    |
| 4,9    | 75 à 89 ans  | 5,1    |
| 16,3   | 60 à 74 ans  | 13,6   |
| 22,3   | 45 à 59 ans  | 24,2   |
| 20,1   | 30 à 44 ans  | 22,0   |
| 15,2   | 15 à 29 ans  | 16,5   |
| 21,2   | - de 14 ans  | 18,3   |

| Hommes | Classe d’âge | Femmes |
| ------ | ------------ | ------ |
| 0,5    | 90 ans ou +  | 1,4    |
| 6,1    | 75 à 89 ans  | 8,2    |
| 13,3   | 60 à 74 ans  | 14,3   |
| 21,5   | 45 à 59 ans  | 21,2   |
| 22,0   | 30 à 44 ans  | 21,4   |
| 19,6   | 15 à 29 ans  | 18,0   |
| 16,9   | - de 14 ans  | 15,5   |

## Patrimoine bâti
Temple. L'église réformée a été construite en 1822 d'après le modèle de celle de Villars-Tiercelin en remplacement d'une ancienne chapelle Saint-Georges. Cloche de 1609, déposée. Table de communion de 1822 et chaire de 1950. Les vitraux du chœur datent de 1979 et sont dus à Jean-Pierre Kaiser et Robert Schmit, tandis que les verrières de la nef, plus anciennes, ont été réalisées par le verrier Pierre Chiara. Dans le vestibule, mosaïque de 1950 par Pierre Moesching.